# Bakkestar
Bakkestar (Carex montana), ofte skrevet bakke-star, er et 5-30 cm højt halvgræs, der vokser i egekrat og egeskove. Det ligner vårstar, men har purpurrødt anløbne bladskeder.

## Beskrivelse
Bakkestar er en flerårig urt med en tueformet vækst. Bladene er smalle og græsgrønne året rundt. De er foldede på langs, og de har skarpe kanter. Bladskederne er purpurrødt anløbne.
Blomstringen sker i maj. Blomsterne er reducerede og uanselige, og de sidder på særskilte stængler, højt hævet over tuen. Blomsterstanden består af et endestillet hanaks og 1-2 lavere siddende hunaks. Frugterne er nødder, der er meget spirevillige i Danmark.
Rodnettet består af en kort rodstok, der bærer et stort, trævlet netværk af lange rødder. Planten kan danne korte udløbere fra rodstokken.
Højde x bredde og årlig tilvækst: 0,25 x 0,35 m (25 x 35 cm/år). Målene kan bruges til beregning af planteafstande i fx haver.

## Voksested
Bakkestar er udbredt i Østasien og Europa. I Danmark er den mere eller mindre sjælden, men forekommer dog i Sydjylland og på Nordsjælland. Overalt er den knyttet til havnære egne med et mildt, tempereret klima. Den findes på åben og kalkrig bund i løvskove, krat og på overdrev. I Danmark ofte sammen med eg.
I Rold Bjergeskov findes den på højtliggende kalk i en bøgeskov sammen med bl.a. bøg, bakkestilkaks, blågrøn star, fingerstar, rederod, storblomstret hullæbe og tætblomstret hullæbe samt flere arter af skovlilje

## Anvendelse i havebruget
Planten er velegnet som supplement til andre bunddækkeplanter, og den er selvskreven i et et blandet staudebed eller mellem sommerblomster.

## Note
1. ↑  DMU: Habitatbeskrivelser. Årgang 2005